# Johannes ter Horst
Johannes ter Horst (Enschede, 1 april 1913 - Usselo, 23 september 1944) was een verzetsleider van het Nederlandse verzet tijdens de Tweede Wereldoorlog.

## Levensloop
Ter Horst was bakker te Enschede. Hij nam deel aan het verzet vanuit zijn gereformeerde geloofsovertuiging. Hij was leider van de KP-Enschede en later van de KP-Twente. In 1941 ontmoette hij Geert Schoonman, met wie hij zou gaan samenwerken.

## Verzetsactiviteiten
Ter Horst was betrokken bij het onderbrengen van onderduikers en geallieerde piloten. Hij had mede de leiding over drie bevrijdingsacties door de KP-Twente, waarbij gevangengenomen verzetsmensen werden bevrijd. De eerste vond plaats op 22 januari 1944 op het Huis van Bewaring in Almelo, waar een commando van acht illegalen twee belangrijke gevangenen van de pilotenhulporganisatie bevrijdden. Spectaculair waren de Overval op de Koepelgevangenis te Arnhem op 11 mei 1944, waar hij speciaal Frits de Zwerver, die veel wist over verzetsstrijders te bevrijden en de Overval op het Huis van Bewaring te Arnhem (11 juni 1944).

## Arrestatie
In de nacht van 22 september 1944 werd Ter Horst in Almelo gearresteerd door de Duitse bezetter. In een poging te ontsnappen schoot hij een Duitse militair neer, vluchtte op de fiets en te voet, maar werd na een schot in zijn been wederom aangehouden. De SD'er Adolf Becker, betrokken bij zijn verhoren en executie, verklaarde na de oorlog dat Ter Horst tijdens het verhoor de naam van Roelof Blokzijl noemde. Blokzijl werd gearresteerd, maar ontkende. Na de verhoren belde sturmführer Schröber met zijn superieur in Arnhem, hauptsturmführer Thomson. Deze gaf opdracht om Ter Horst en Blokzijl nog dezelfde avond dood te schieten. Op 23 september 1944 werden ze gefusilleerd op de heide bij Usselo.
Ter Horst was op 6 september 1944 gehuwd met Hermina Schreurs, koerierster van de KP-Twente.

## Eerbetoon
Na de oorlog ontving Ter Horst postuum het Verzetskruis 1940-1945 bij Koninklijk Besluit van 25 juli 1952, nr. 58. Van de Amerikaanse regering ontving hij postuum de Medal of Freedom te Utrecht op 12 maart 1947. Zijn naam staat vermeld op de Erelijst van Gevallenen 1940-1945.
In de Verzetswijk in Almere is een straat vernoemd naar Ter Horst, ter ere van zijn bijdrage aan het verzet.